# Mark Burton
Mark Burton (ur. 18 maja 1974 w Wellington) – nowozelandzki piłkarz, grający podczas kariery na pozycji pomocnika.

## Kariera klubowa
Mark Burton rozpoczął karierę w 1992 roku w rezerwach Werderu Brema. W latach 1995–1998 był zawodnikiem trzecioligowego VfL Osnabrück. Przed powrotem do ojczyzny występował jeszcze w Niemczech w Kickers Emden i VfB Lübeck.
Ostatnie lata kariery spędził w New Zealand Knights FC, w którym zakończył karierę w 2004 roku.

## Kariera reprezentacyjna
W reprezentacji Nowej Zelandii Burton zadebiutował 28 czerwca 1996 w przegranym 0-2 meczu z Chinami. W 1997 roku uczestniczył w eliminacjach Mistrzostw Świata 1998. W 1998 roku wystąpił w Pucharze Narodów Oceanii, który Nowa Zelandia wygrała. Burton wystąpił w trzech meczach z Tahiti, Fidżi i w finale z Australią, którym zdobył zwycięską bramkę. W 1999 roku wystąpił w Pucharze Konfederacji, na którym Nowa Zelandia odpadła w fazie grupowej. Na turnieju w Meksyku wystąpił we wszystkich trzech meczach z USA, Niemcami i Brazylią.
W 2001 roku uczestniczył w eliminacjach Mistrzostw Świata 2002. W 2002 roku po raz drugi wystąpił w Pucharze Narodów Oceanii, który Nowa Zelandia wygrała. Burton wystąpił we wszystkich pięciu meczach z Tahiti, Papuą-Nową Gwineą (bramka), Wyspami Salomona
(bramka), Vanuatu (2 bramki) i Australią. W 2003 roku wystąpił w Pucharze Konfederacji, na którym Nowa Zelandia odpadła w fazie grupowej. Na turnieju we Francji wystąpił w dwóch meczach z Japonią i Francją, który był jego ostatnim meczem w reprezentacji. Ogółem w latach 1996–2003 w reprezentacji wystąpił w 28 meczach, w których strzelił sześć bramek.